# 이린 (고려)
이린(李璘 / 李隣, ? ~ ?)은 고려 후기의 문신으로, 본관은 전주(全州)이다. 조선 태조(太祖) 이성계(李成桂)의 6대조이다.

## 생애
이용부(李勇夫)의 장남으로 전주부 자만동(滋滿洞)에서 태어났다. 1174년 무신정변의 주역이었던 형 이의방이 살해당하자 고향으로 내려갔다.

## 가계
- 증조부 : 이진유(李珍有)
- 증조모 : 미상
- 조부 : 호장 이궁진(戶長 李宮進)
- 조모 : 미상
  - 숙부 : 문하시중공(門下侍中公[4]) 완산백 이단신(完山伯 李端信), 전주이씨 문하시중공파
- 부 : 대장군 이용부(李勇夫)
- 모 : 이형(李珩)의 딸
  - 동생 : 사열부원군(沙熱府院君[5]) 이거(李琚), 전주이씨 평장사공파, 
 좌리공신(佐理功臣), 대사마[6] 대장군, 문하시중 평장사, 
 국왕4명의 재상/스승/사부 (신종/강종/희종/고종)
    - 조카 : 문혜공(文惠公) 이양익(李陽翼), 예부상서(禮部尙書), 세자(원종)의 사부
- 부인
  - 장남 : 장군 이양무(李陽茂, ? ~1231)

## 같이 보기
- 조선 목조 (이안사)
- 조선 태조
- 하빈군(河濱君), 대구시 달성군 하빈면, 전주이씨 평장사공파
- 형제 : 이준의(李俊儀, ?~1174) 중추원 승선
- 형제 : 이의방(李義方, 1121~1174) 위위경(衛尉卿) 흥위위섭대장군(興威衛攝大將軍)

## 참조
1. ↑  전주이씨 대동종약원『선원계보』의 기록
2. ↑  『고려사』의 기록
3. ↑  현재의 전주시 완산구 교동 이목대, 전주 한옥마을
4. ↑  문하시중: 영의정 혹은 국무총리, 고려시대 중서문하성의 최고위관료, 종1품
5. ↑  부원군: 정1품공신(功臣) 혹은 국왕의 장인인 국구(國舅)일때
6. ↑  대사마: 대장군보다 한단계위의 직급

## 둘러보기
| 전임 이용부(李勇夫) | 조선 태조의 열조부 ? ~ ? | 후임 이양무(李陽茂) |